# Patrik Sjöland
Patrik Sjöland (Boras, 13 mei 1971) is een voormalig golfprofessional uit Zweden.

## Biografie
Sjöland werd in 1990 professioneel golfer. In 1992 overleefde hij een auto-ongeval, waarna zijn milt verwijderd moest worden. In 1995 behaalde hij zijn eerste overwinning met winst op de Open de Divonne op de Challenge Tour. Van 1996 tot 2010 speelde Sjöland voornamelijk op de Europese PGA Tour, waar hij 2 twee overwinningen zou behalen, respectievelijk de Italiaans Open in 1998 en de Murphy's Irish Open in 2000. Tussendoor was Sjöland nog de beste op de Perrier Hong Kong Open op de Aziatische PGA Tour. In 2004 en 2013 won Sjöland ook nog twee toernooien in de Nordic Golf League. 

### Overwinningen
| Jaar | Toernooi                       | Tour                |
| ---- | ------------------------------ | ------------------- |
| 1995 | Open de Divonne                | Challenge Tour      |
| 1998 | Italiaans Open                 | Europese PGA Tour   |
| 1999 | Perrier Hong Kong Open         | Aziatische PGA Tour |
| 2000 | Murphy's Irish Open            | Europese PGA Tour   |
| 2004 | Husqvarna Open                 | Telia Tour          |
| 2005 | Madrid Federation Championship |                     |
| 2013 | Gant Open                      | Nordea Tour         |

### Teamdeelnames
- Alfred Dunhill Cup: 1996, 1998, 1999, 2000
- World Cup: 1996, 1998, 1999

### Resultaten op deMajors
| Major                 | 1990 | 1991 | 1992 | 1993 | 1994 | 1995 | 1996 | 1997 | 1998 | 1999 | 2000 | 2001 | 2002 | 2003 | 2004 | 2005 | 2006 | 2007 | 2008 | 2009 | 2010 | 2011 | 2012 | 2013 | 2014 | 2015 | 2016 |
| --------------------- | ---- | ---- | ---- | ---- | ---- | ---- | ---- | ---- | ---- | ---- | ---- | ---- | ---- | ---- | ---- | ---- | ---- | ---- | ---- | ---- | ---- | ---- | ---- | ---- | ---- | ---- | ---- |
| Masters Tournament    |      |      |      |      |      |      |      |      |      | CUT  |      |      |      |      |      |      |      |      |      |      |      |      |      |      |      |      |      |
| U.S. Open             |      |      |      |      |      |      |      |      |      | CUT  |      |      |      |      |      |      |      |      |      |      |      |      |      |      |      |      |      |
| The Open Championship |      |      |      |      |      |      |      |      | T38  | T18  | CUT  |      | CUT  |      |      | T73  |      |      |      |      |      |      |      |      |      |      |      |
| PGA Championship      |      |      |      |      |      |      |      |      | CUT  | CUT  |      |      |      |      |      |      |      |      |      |      |      |      |      |      |      |      |      |

CUT = miste de cut halverwege

### Resultaten op deWorld Golf Championships
| Toernooi             | 1999 | 2000 | 2001 | 2002 | 2003 | 2004 | 2005 | 2006 | 2007 | 2008 | 2009 | 2010 | 2011 | 2012 | 2013 | 2014 | 2015 | 2016 |
| -------------------- | ---- | ---- | ---- | ---- | ---- | ---- | ---- | ---- | ---- | ---- | ---- | ---- | ---- | ---- | ---- | ---- | ---- | ---- |
| WGC Kampioenschap    |      |      |      |      |      |      |      |      |      |      |      |      |      |      |      |      |      |      |
| WGC Matchplay        | R16  |      | R64  |      |      |      |      |      |      |      |      |      |      |      |      |      |      |      |
| WGC Invitational     |      |      |      |      |      |      |      |      |      |      |      |      |      |      |      |      |      |      |
| WGC - HSBC Champions |      |      |      |      |      |      |      |      |      |      |      |      |      |      |      |      |      |      |